# Raggal
Raggal – gmina w Austrii, w kraju związkowym Vorarlberg, w powiecie Bludenz. Według Austriackiego Urzędu Statystycznego liczyła 849 mieszkańców (1 stycznia 2015).

## Współpraca
Miejscowość partnerska:
- Friedenfels, Niemcy